# Старое Ахпердино (Канашский район)
Ста́рое Ахпе́рдино (чув. Кивӗ Ахпӳрт) — деревня в Канашском районе Чувашской Республики. Входит в состав Шакуловского сельского поселения.

## География
Находится в центральной части Чувашии, на расстоянии приблизительно 6 км на юго-восток по прямой от районного центра города Канаш на берегах реки Аниш.

## История
Известна с 1719 года, когда здесь было учтено 19 дворов и 77 жителей мужского пола. В 1747 году отмечено 62 мужчины, в 1795 — 25 дворов, 164 жителя, в 1858 — 57 дворов, 329 жителей, в 1897—548 жителей, в 1926—139 дворов, 753 жителя, в 1939—776 жителей, в 1979—520. В 2002 году было 111 дворов, в 2010—102 домохозяйства. В 1929 году был образован колхоз «Калинин», в 2010 году действовало ООО «Весна».

## Население
Постоянное население составляло 275 человек (чуваши 98 %) в 2002 году, 251 в 2010.